# Thuyết thần bí Cơ Đốc giáo

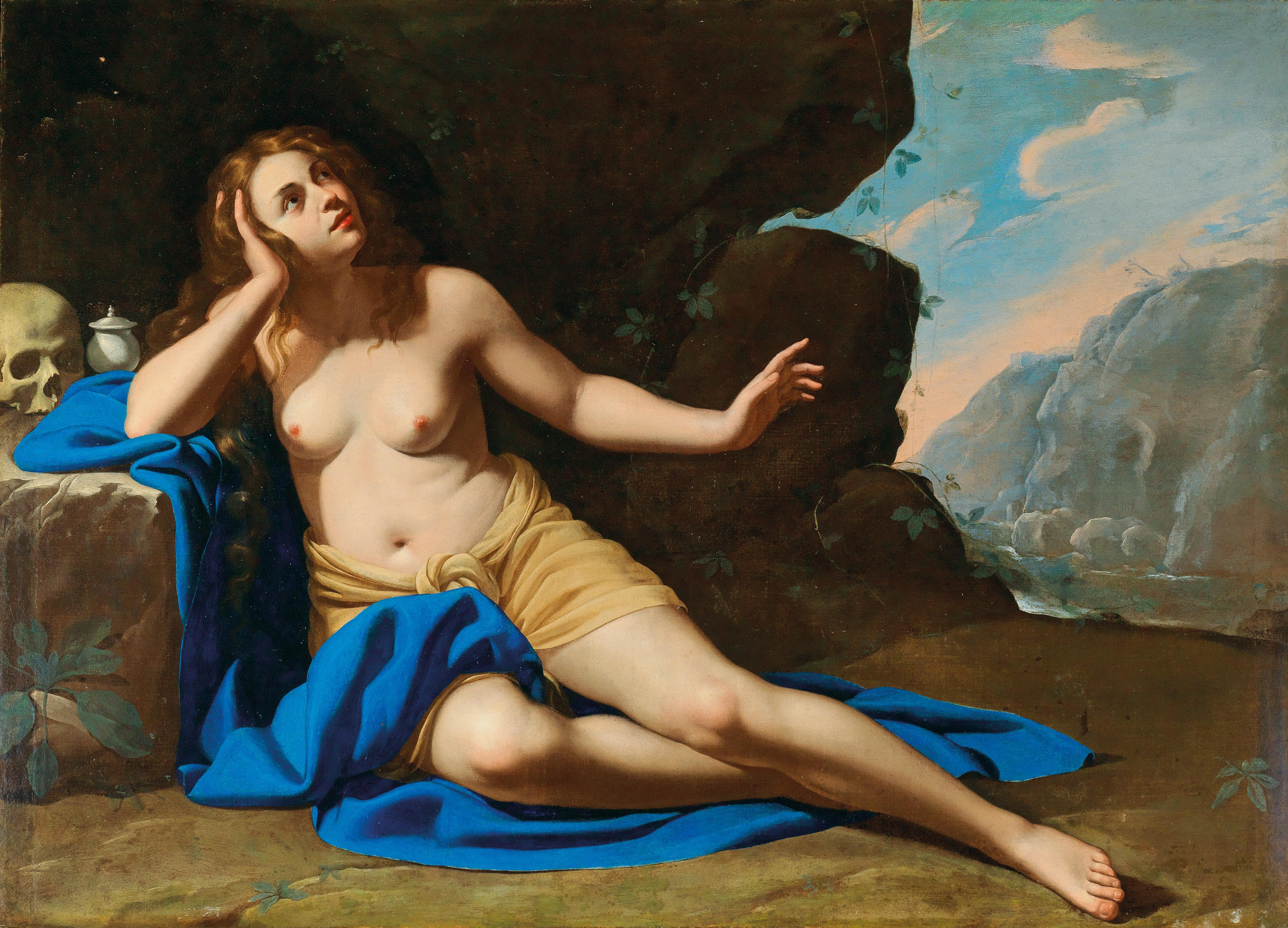
Họa phẩm về sự xuất hồn thần bí của Mary Magdalene

Tượng Đức mẹ ở Phillipinnes

Thuyết thần bí Cơ Đốc giáo (Christian mysticism) là truyền thống các thực hành thần bí và thần học thần bí trong Cơ đốc giáo "liên quan đến việc chuẩn bị [của con người] cho, ý thức và tác động của [...] sự hiện diện trực tiếp và biến đổi của Thiên Chúa" hoặc Tình yêu thánh thiêng. Cho đến thế kỷ thứ sáu Tây lịch, việc thực hành cái mà ngày nay được gọi là thuyết thần bí được gọi bằng thuật ngữ Contemplatio c.q. theoria, trong đó từ Contemplatio nghĩa là chiêm niệm còn tiếng Latinh và tiếng Hy Lạp: θεωρία, theoria có nghĩa là "nhìn", "ngắm nghía", "nhận thức được" sự tồn tại và hiện diện của Chúa hoặc Thần thánh. Cơ đốc giáo đã sử dụng cả thuật ngữ tiếng Hy Lạp (theoria) và tiếng Latinh (contemplatio nghĩa là chiêm niệm) để mô tả các hình thức cầu nguyện khác nhau và quá trình nhận biết Chúa.
Các thực hành chiêm niệm bao gồm từ suy gẫm đơn giản trong lời cầu nguyện về Kinh thánh (tức là Lectio Divina) đến suy ngẫm về sự hiện diện của Chúa, dẫn đến thuyết thần học (sự kết hợp tâm linh với Chúa) và những hình ảnh xuất thần về sự kết hợp thần bí của linh hồn với Chúa. Ba giai đoạn được phân biệt trong thực hành chiêm niệm, đó là sự Catharsis (thanh lọc) chiêm niệm đúng nghĩa, và sự trông vọng về Chúa. Các thực hành chiêm nghiệm có một vị trí nổi bật trong Chính thống giáo Đông phương và Chính thống giáo phương Đông, và đã thu hút được sự quan tâm mới đối với Cơ đốc giáo phương Tây. Nguồn gốc của thuyết thần bí Kitô giáo có thể bắt nguồn từ Giáo hội sơ khai. Các sứ đồ và các môn đồ khác, những người có kinh nghiệm trực tiếp với Chúa Giê-su Christ, đã hình thành nền tảng cho tư tưởng thần bí của Cơ đốc giáo. 
Thuyết thần bí Cơ Đốc giáo này thường được xem là việc thực hành những kiến thức kinh nghiệm về Đức Chúa Trời. Thuật ngữ này cũng có thể áp dụng cho điều bí ẩn trong Bí Tích Thánh Thể (bánh Thánh và rượu nho trong lễ ban thánh thể) của Công Giáo La Mã cũng như quan niệm về những ý nghĩa ẩn giấu của Thánh Kinh. Mặc dù đúng là Cơ Đốc hữu có thể kinh nghiệm sự hiện diện của Đức Chúa Trời, nhưng chủ nghĩa thần bí Cơ Đốc có xu hướng đề cao tri thức mang tính trải nghiệm và yêu thích những yếu tố huyền bí, tập trung vào sự bí ẩn để tăng trưởng thuộc linh. Thuyết thần bí có thể được tìm thấy trong nhiều tôn giáo và nó ít nhiều liên quan đến sự khổ hạnh và tìm kiếm sự hợp nhất với Đức Chúa Trời. Việc mong muốn được đến gần với Đức Chúa Trời sự kết hợp thần bí với Đức Chúa Trời hoàn toàn khác với sự gần gũi với Chúa mà các Cơ Đốc hữu được ơn gọi. Thuyết thần bí có xu hướng tìm kiếm trải nghiệm thực tế. 